# Waschhaus (Le Plessis-Luzarches)

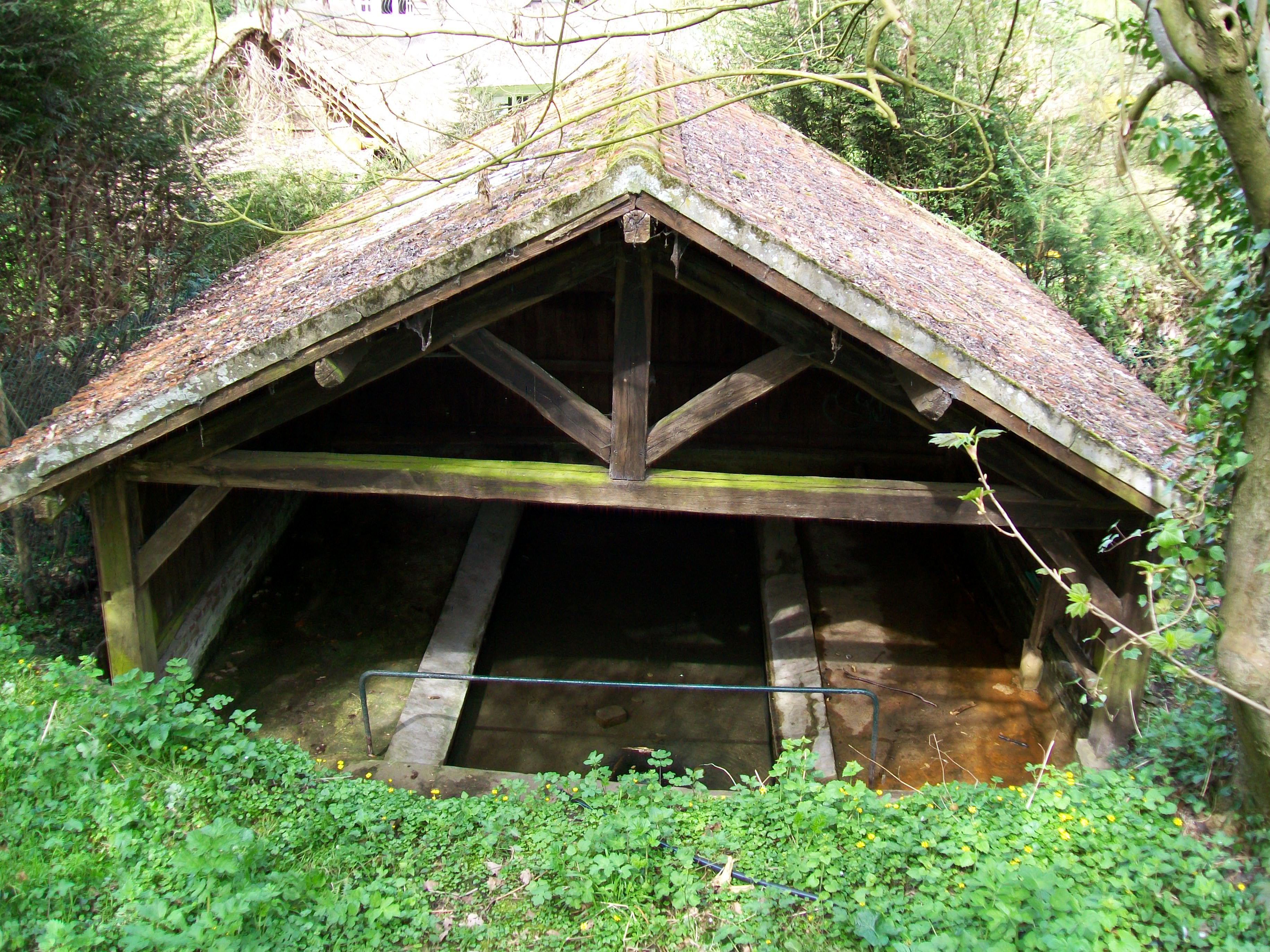
Waschhaus in Le Plessis-Luzarches

Das Waschhaus (französisch lavoir) in Le Plessis-Luzarches, einer französischen Gemeinde im Département Val-d’Oise in der Region Île-de-France, wurde Anfang des 20. Jahrhunderts errichtet. Das öffentliche Waschhaus steht in der Ruelle de l’Abreuvoir im Norden des Dorfes. 
Für das Waschhaus wurde der Platz einer Viehtränke verwendet. Das Holzhaus steht auf einem steinernen Fundament und wird von einem Satteldach gedeckt.